# Erysiphe heraclei

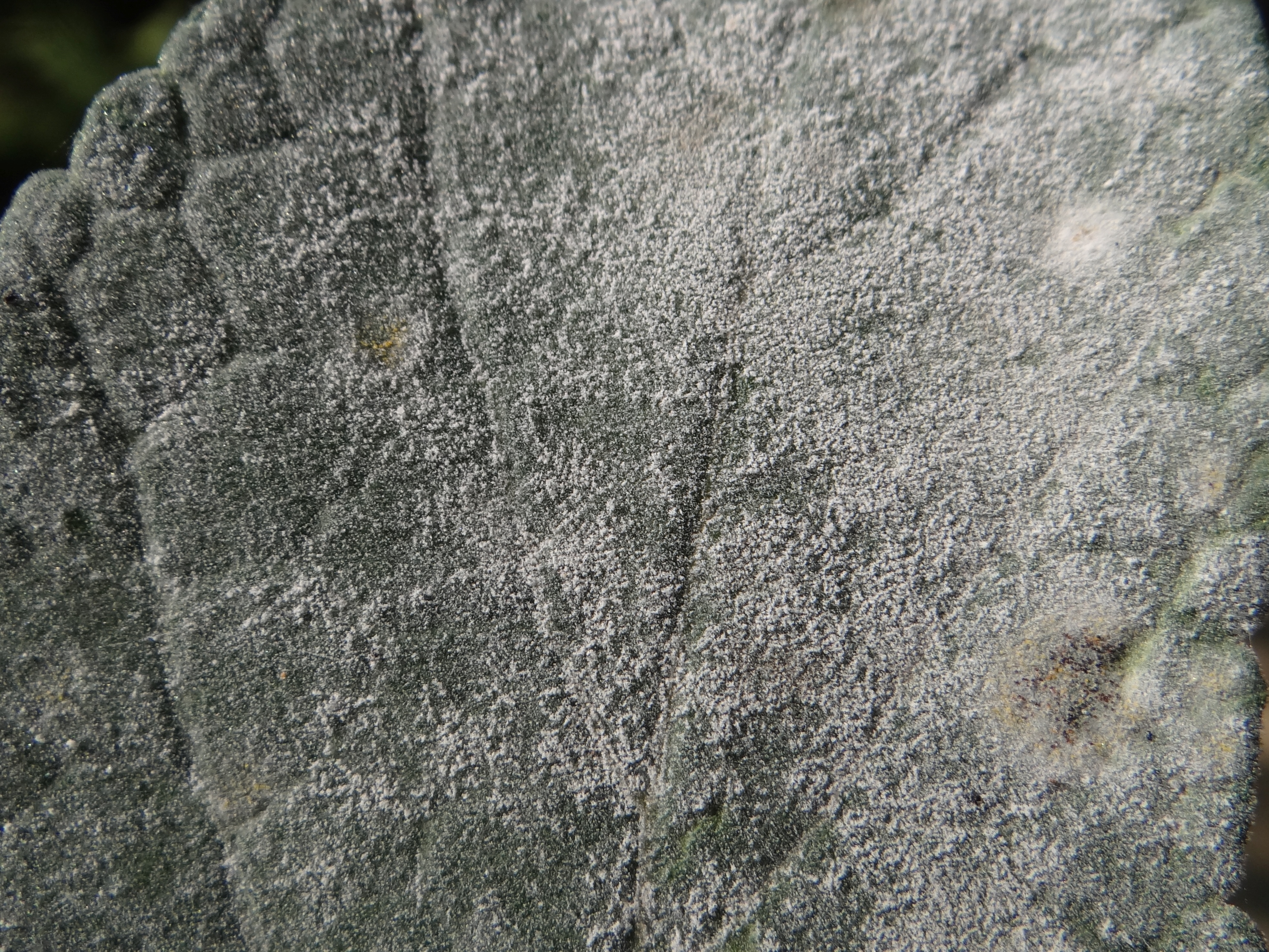
Grzybnia na górnej stronie liścia barszczu zwyczajnego

Erysiphe heraclei DC. – gatunek  grzybów należący do rodziny mączniakowatych (Erysiphaceae). Pasożyt rozwijający się na licznych gatunkach roślin z rodziny selerowatych. Wywołuje u nich chorobę o nazwie mączniak prawdziwy baldaszkowatych.

## Systematyka i nazewnictwo
Pozycja w klasyfikacji według Index Fungorum: Erysiphe, Erysiphaceae, Helotiales, Leotiomycetidae, Leotiomycetes, Pezizomycotina, Ascomycota, Fungi. 
Synonimów nazwy naukowej ma około 50. Niektóre z nich:
- Alphitomorpha heraclei (DC.) Wallr. 1819
- Erysiphe communis var. umbelliferarum (Lév.) de Bary 1896
- Erysiphe umbelliferarum (Lév.) de Bary 1870
- Ischnochaeta heraclei (DC.) Sawada 1951

## Morfologia
Grzyb mikroskopijny. Grzybnia rozwija się głównie na powierzchni liści, łodyg i kwiatostanów roślin, do wnętrza tkanek zapuszcza tylko ssawki. Wygląda jak mączysty nalot i jest w zależności od stopnia rozwoju gęsta, zwarta, lub rozproszona, rzadka. Strzępki mają szerokość (2,5–) 4–5 (–10) μm. Konidiofory proste, cylindryczne, do kolanek mają długość 20–35 (–45) × 8,5–10 (–11) μm. Przycistki faliste. Konidia oddzielają się pojedynczo. Mają cylindryczny kształt i rozmiar  25–45 (–50) × 12–21 μm. Klejstotecja o kształcie nieregularnego wieloboku i średnicy 80–120 μm. Przyczepki występują w dolnej ich części w zmiennej liczbie. Często są gęsto stłoczone i splątane ze strzępkami grzybni. Mają średnicę (3) 4–8 (–10) μm, a długość od (0,25-) 0,5–1,5 (–2) długości klejstotecjum. Są podobne do strzępek grzybni, mają cienką i gładką ścianę i podzielone są przegrodami. W stanie dojrzałym mają barwę od żółtej do brązowej, są proste lub rozgałęzione jak koralowce. Worki o rozmiarach 40–75 (–85) × 30–45 (–50) μm. W jednym worku powstaje zazwyczaj od 3 do 5 askospor, wyjątkowo 2 lub 6. Askospory elipsoidalne, duże, o rozmiarach  18–30 × 10–16 μm.

## Występowanie
Jest szeroko rozprzestrzeniony w Europie i Azji. Występuje także w Ameryce Południowej (Chile, Argentyna) i Północnej (USA), Afryce Środkowej i Północnej (Sudan, Etiopia, Zjednoczone Emiraty Arabskie, Tanzania, Egipt, Maroko) i na Nowej Zelandii. W Polsce jest pospolity.
Rozwija się na następujących rodzajach roślin: Aegopodium, Aethusa, Ainsworthia, Ammi, Anethum, Angelica, Anisum, Anthriscus, Apium, Archangelica, Arracacia, Astrodaucus, Athamantha, Aulacospermum, Berrula, Bowlesia, Bunium, Bupleurum, Cachrys, Carum, Caucalis, Centella, Chaerophyllum, Chaetosciadium, Cicuta, Cnidium, Conioselinum, Conium, Coriandrum, Cuminum, Daucus, Dorema, Drusa, Dystenia, Elaeoselinum, Eryngium, Falcaria, Ferula, Foeniculum, Gorlenkianthes, Heracleum, Hippomarathrum, Iberis, Imperatoria, Laser, Laserpitium, Levisticum, Libanotis, Ligusticum, Myrrhis, Oenanthe, Orlaya, Ostericum, Osmorhiza, Pastinaca, Petroselinum, Peucedanum, Phloiodocarpus, Physospermum, Pimpinella, Pleurospermum, Rhabdosciadium, Ridolfia, Scaligera, Scandix, Schrenkia, Selinum, Silaum, Silaus, Siler, Sium, Smyrnium, Synelcosciadium, Thapsia, Torylium, Torilis, Trachymene, Trinium, Turgenia, Zizia.